# Listă de filme de groază din 1966
Aceasta este o listă de filme de groază din 1966.
| Titlu                                     | Regizor                      | Distribuție                                                     | Țara                                                                                        | Note          |
| ----------------------------------------- | ---------------------------- | --------------------------------------------------------------- | ------------------------------------------------------------------------------------------- | ------------- |
| An Angel for Satan                        | Camillo Mastrocinque         | Anthony Steffen, Barbara Steele                                 | Italia · Statele Unite ale Americii                                                         | [ 1 ]         |
| Billy the Kid vs. Dracula                 | William Beaudine             | Chuck Courtney, John Carradine, Melinda Plowman                 | Statele Unite ale Americii                                                                  | [ 2 ]         |
| The Black Cat                             | Harold Hoffman               | Robert Frost, Robyn Baker, Sadie French                         | Statele Unite ale Americii                                                                  | [ 3 ]         |
| Blood Bath                                | Stephanie Rothman, Jack Hill | Lori Saunders                                                   | Statele Unite ale Americii · Iugoslavia                                                     | [ 4 ]         |
| The Blood Drinkers                        | Gerardo de León              | Amalia Fuentes, Ronald Remy, Eddie Fernandez                    | Statele Unite ale Americii · Filipine                                                       | [ 5 ]         |
| But You Were Dead                         | Gianni Vernuccio             | Alex Morrison, Alba Rigazzi, Walter Poggi                       | Italia                                                                                      | [ 6 ]         |
| Carry on Screaming!                       | Gerald Thomas                | Harry H. Corbett, Kenny Williams, Fenella Fielding              | Regatul Unit al Marii Britanii și al Irlandei de Nord · Statele Unite ale Americii          | Horror comedy |
| Chamber of Horrors                        | Hy Averback                  | Cesare Danova, Wilfrid Hyde-White, Patrick O'Neal               | Statele Unite ale Americii                                                                  | [ 8 ]         |
| Curse of the Swamp Creature               | Larry Buchanan               | John Agar, Francine York, Shirley McLine                        | Statele Unite ale Americii                                                                  | [ 9 ]         |
| The Deadly Bees                           | Freddie Francis              | Suzanna Leigh, Frank Finlay, Guy Doleman                        | Regatul Unit al Marii Britanii și al Irlandei de Nord                                       | [ 10 ]        |
| Death Curse of Tartu                      | William Grefe                | Fred Pinero, Babette Sherril, Mayra Christine                   | Statele Unite ale Americii                                                                  | [ 10 ]        |
| The Diabolical Dr. Z                      | Jesús Franco                 | Mabel Karr, Fernando Montes, Estella Blain                      | Franța · Spania                                                                             | [ 11 ]        |
| Dracula: Prince of Darkness               | Terence Fisher               | Christopher Lee, Barbara Shelley, Andrew Keir                   | Regatul Unit al Marii Britanii și al Irlandei de Nord                                       | [ 12 ]        |
| The Empire of Dracula                     | Federico Curiel              | Eric del Castillo, Cesar del Campo, Lucha Villa                 | Mexic                                                                                       | [ 13 ]        |
| The Hand of Night                         | Frederic Goode               | William Sylvester, Diane Clare, Aliza Gur                       | Regatul Unit al Marii Britanii și al Irlandei de Nord                                       | [ 14 ]        |
| Island of Terror                          | Terence Fisher               | Peter Cushing, Edward Judd, Carole Gray, Eddie Byrne            | Regatul Unit al Marii Britanii și al Irlandei de Nord                                       | [ 15 ]        |
| It!                                       | Herbert J. Leder             | Roddy McDowall, Jill Haworth, Paul Maxwell                      | Statele Unite ale Americii · Regatul Unit al Marii Britanii și al Irlandei de Nord          | [ 16 ]        |
| Jesse James Meets Frankenstein's Daughter | William Beaudine             | John Lupton, Narda Onyx, Estelita Rodriguez                     | Statele Unite ale Americii                                                                  | [ 17 ]        |
| Kill, Baby, Kill                          | Mario Bava                   | Erica Blanc, Giacomo Rossi-Stuart, Giana Vivaldi                | Italia                                                                                      | [ 18 ]        |
| Manos: The Hands of Fate                  | Hal P. Warren                | Hal P. Warren, Tom Neyman, John Reynolds                        | Statele Unite ale Americii                                                                  | [ 19 ]        |
| The Murder Clinic                         | Elio Scardamaglia            | William Berger, Françoise Prévost, Mary Young                   | Italia · Franța                                                                             | [ 6 ]         |
| Munster, Go Home!                         | Elio Scardamaglia            | Fred Gwynne, Yvonne De Carlo, Al Lewis                          | Statele Unite ale Americii                                                                  | Comedy-horror |
| Naked Evil                                | Stanley Goulder              | Anthony Ainley, Basil Dignam, Brylo Ford                        | Regatul Unit al Marii Britanii și al Irlandei de Nord                                       | [ 20 ]        |
| The Navy vs. the Night Monsters           | Michael A. Hoey              | Mamie Van Doren, Anthony Eisley, Biff Elliot                    | Statele Unite ale Americii                                                                  | [ 21 ]        |
| The Painted Skin                          | Bao Fang                     | Gao Yuan, Zhu Hong, Chen Juanjuan                               | Hong Kong                                                                                   | [ 22 ]        |
| Picture Mommy Dead                        | Bert I. Gordon               | Don Ameche, Martha Hyer, Zsa Zsa Gabor                          | Statele Unite ale Americii                                                                  | [ 23 ]        |
| The Plague of the Zombies                 | John Gilling                 | Andre Morell, Diane Clare, John Carson                          | Regatul Unit al Marii Britanii și al Irlandei de Nord                                       | [ 24 ]        |
| The Psychopath                            | Freddie Francis              | Patrick Wymark, Margaret Johnson, John Standing                 | Regatul Unit al Marii Britanii și al Irlandei de Nord                                       | [ 25 ]        |
| Queen of Blood                            | Curtis Harrington            | John Saxon, Basil Rathbone, Judi Meredith                       | Statele Unite ale Americii                                                                  | [ 26 ]        |
| Rasputin, the Mad Monk                    | Don Sharp                    | Christopher Lee, Barbara Shelley, Richard Pasco                 | Regatul Unit al Marii Britanii și al Irlandei de Nord                                       | [ 27 ]        |
| The Reptile                               | John Gilling                 | Noel Willman, Jennifer Daniel, Ray Barrett                      | Regatul Unit al Marii Britanii și al Irlandei de Nord                                       | [ 28 ]        |
| The She Beast                             | Michael Reeves               | John Karlsen, Ian Ogilvy, Barbara Steele                        | Regatul Unit al Marii Britanii și al Irlandei de Nord · Italia                              | [ 29 ]        |
| Sting of Death                            | William Grefe                | Deanne Lund, Mantan Moreland, Sandy Lee Kane, Blanche Devereaux | Statele Unite ale Americii                                                                  | [ 30 ]        |
| The Witch                                 | Damiano Damiani              | Sarah Ferrati, Margherita Guzzinati, Richard Johnson            | Italia                                                                                      | [ 31 ]        |
| Terror Beneath the Sea                    | Hajime Sato                  | Sonny Chiba, Peggy Neal, Franz Gruber                           | Japonia                                                                                     | [ 32 ]        |
| The Undertaker and His Pals               | David C. Graham              | Ray Dennis, Warrene Ott, Rad Fulton                             | Statele Unite ale Americii                                                                  | [ 33 ]        |
| The Vulture                               | Lawrence Huntington          | Robert Hutton, Akim Tamiroff, Broderick Crawford                | Regatul Unit al Marii Britanii și al Irlandei de Nord · Statele Unite ale Americii · Canada | [ 34 ]        |
| The Witches                               | Cyril Frankel                | Joan Fontaine, Kay Walsh, Alec McCowen                          | Regatul Unit al Marii Britanii și al Irlandei de Nord                                       | [ 35 ]        |
| Yotsuya Kaidan                            | Shiro Toyoda                 | Tatsuya Nakadai, Mariko Okada, Junko Ikeuchi                    | Japonia                                                                                     | [ 36 ]        |